# Svenska Sällskapet för Antropologi och Geografi
Svenska Sällskapet för Antropologi och Geografi, förkortat SSAG, är en förening bildad 1877 genom en ombildning av den liknande föreningen Antropologiska sällskapet, ursprungligen bildad i mars 1873. Föreningens syfte är att vara en länk mellan forskningen och allmänheten, särskilt inom ämnena antropologi och geografi. Föreningen delar ut forskningsstipendier, anordnar exkursioner och föredrag, delar ut utmärkelser såsom Vegamedaljen och Anders Retzius medalj samt ger ut den svenska årsboken Ymer sedan 1880, och den internationella tidskriften Geografiska Annaler sedan 1919. Tidskriften är uppdelad i Geografiska Annaler A (naturgeografi) och Geografiska Annaler B (kulturgeografi). Flera framstående geografer och upptäckare såsom Sven Hedin, S A Andrée och A E Nordenskiöld har varit medlemmar i föreningen.

## Rashygien
Sällskapet ägnade under ledning av Gustaf Retzius stor kraft åt rashygieniska frågor och genomdrev bland annat att skallmätningar skulle göras på 45 000 värnpliktiga. Resultatet publicerades 1902 och ansågs visa att Sverige hade den mest rena grenen av den nordiska rasen i världen.